# Acumulação Mundial: 1492-1789
Acumulação Mundial: 1492-1789 livro do economista americano de origem alemã André Gunder Frank.
O processo de acumulação do capital é um dos motores principais da história moderna e contemporânea. Esse livro é uma avaliação histórica desse processo, centrando na Europa Ocidental, mas englobando outras partes do mundo, de princípios do século XVI até fins do século XVIII.
A primeira parte ocupa-se daquilo que o autor chama de “Gloriosa Revolução Inglesa de 1688-89”, considerada um marco político da transição para uma nova época. Descreve a transição do feudalismo da Europa Ocidental para o desenvolvimento simultâneo da “segunda servidão” na Europa Oriental e para a incorporação, num único processo mundial, de amplas parcelas do Novo Mundo.
A segunda parte, “do Comércio à Indústria: Revolução Americana e Revolução Francesa” examina a economia política da rivalidade e da guerra, sobretudo entre a Grã-Bretanha e a França, contra o pano de fundo das grandes flutuações econômicas, até a Paz de Paris, em 1763. Nesse contexto, Frank analisa a corrida do ouro no Brasil e sua utilização pela Inglaterra através de um relacionamento especial com Portugal; o desenvolvimento das lavouras intensivas de cana-de-açúcar no Caribe e o comércio de escravos ligado a esse desenvolvimento; a transformação das relações de produção na Índia; e a depressão a que se registrou por toda parte entre 1761 e 1790, como determinante imediata das Revoluções Americana e Francesa, assim como das transformações no comércio, na tecnologia e nas relações de produção que culminaram na chamada Revolução Industrial.